# 奥伊根多夫
奥伊根多夫是奥地利萨尔茨堡州萨尔茨堡城郊县的一个市镇。总面积29.05平方公里，总人口6118人，人口密度210.6人/平方公里（2005年）。